# Arbeitsorganisation
Die Arbeitsorganisation legt in einer Organisation (Unternehmen, Behörden) die Richtlinien (Delegation, Verantwortung) hinsichtlich Aufgaben und mittelbarer oder unmittelbarer Zusammenarbeit von Arbeitskräften mit Arbeitsobjekten, Arbeitsmitteln, Informations- und Betriebsmitteln sowie Organisationsmitteln am Arbeitsplatz im Rahmen von Arbeits- oder Dienstanweisungen fest.

## Allgemeines
Arbeitsorganisation ist ein Ergebnis der Arbeitsgestaltung. Sie repräsentiert im Kontext der Arbeitsgestaltung den instrumentellen Organisationsbegriff. Dem institutionellen Organisationsbegriff entspricht das Arbeitssystem und dem funktionellen die Arbeitsstrukturierung. Der gesamte Arbeitsprozess und die Arbeitsorganisation sind schriftlich in Arbeits- oder Dienstanweisungen festgehalten, denn der Arbeitgeber kann gemäß § 106 GewO Arbeitsinhalt, Arbeitsort und Arbeitszeit der Arbeitsleistung nach billigem Ermessen näher bestimmen, soweit diese Arbeitsbedingungen nicht durch den Arbeitsvertrag, Bestimmungen einer Betriebsvereinbarung, eines anwendbaren Tarifvertrages oder gesetzliche Vorschriften festgelegt sind.

## Aufgaben
Durch die Arbeitsorganisation sollen an Arbeitsobjekten zielgerichtete Verrichtungen vorgenommen werden. Dazu gehört die Art
- der Arbeitsaufgaben,
- der Aufgabenteilung zwischen dem Personal und Betriebsmitteln (Arbeitsteilung),
- die Bereitstellung der erforderlichen Organisationsmittel,
- der Zusammenarbeit zwischen den Mitarbeitern,
- von Information und Kommunikation,
- der Arbeitszeit,
- des Entgeltsystems und
- der Führung.[2]

Häufig vorkommende Arbeitsorganisationen sind Jobrotation, Jobenrichment, Jobenlargement und (teilautonome) Gruppenarbeit.

## Arten
Die Arbeitsorganisation muss sich auch mit dem Arbeitsplatz und dessen modernen Varianten befassen. Ausgehend von der Arbeit am Arbeitsplatz des Unternehmens in dessen Büros, Fabriken oder Werkstätten haben sich moderne Organisationsformen entwickelt, die abseits dieser klassischen Arbeitsstätten stattfinden. Dazu gehören Homeoffice, Heimarbeit, Telearbeit oder Teleheimarbeit. Diese von der Arbeitsstätte des Arbeitgebers entfernten und meist am Wohnort der Arbeitnehmer befindlichen Arbeitsplätze bedürfen einer Telekommunikationsverbindung zum Arbeitgeber. Dadurch wechselt die frühere Präsenzkultur durch standortunabhängige Arbeit zur Ergebniskultur, wobei die Arbeitsergebnisse der Arbeitnehmer anders überwacht werden müssen. Gleichzeitig vorbereitet sich in Büros das Desksharing.

## Sonstiges
In jüngerer Zeit wird der Begriff häufig auf „persönliche Arbeitsorganisation“ eingeschränkt benutzt und bedeutet dann persönliche Arbeitseinteilung sowie das eigene Zeit- und Terminmanagement eines weitgehend selbständig mit Selbstmanagement arbeitenden Menschen – von der Hausfrau über den Sachbearbeiter bis zum Manager.